# 目的的行為論
目的的行為論（もくてきてきこういろん　独：finale Handlungslehre）とは、刑法上の概念・用語で、行為論における学説の一つであり、「行為を目的的意思に基づく行為に限定する理論」である。

## 解説
第二次世界大戦前からドイツにおいて、フォン・ウェーバーのほか、ハンス・ヴェルツェルが主唱し、マウラッハ、アルミン・カウフマンらによって、新カント学派（目的論的・価値関係的思考方法）に対する批判として発展した理論。
一般に犯罪とは「構成要件に該当した違法、有責な行為」と定義されるが、この「『行為』とは何か」に関する一つの説明が「目的的行為論」であり、「人が目的をもって行う動作」のみを刑法上の「行為」として扱うべきだ、つまり、「行為」の存在論的構造を「目的性」に求めるとの主張である。
なお、目的的行為論における「目的性」とは、あらかじめ目標を定め、目標を実現するための手段を選択し、選択された手段を目標実現にむけて支配・操縦することをいう。「目的性」は法の以前に存在するため、立法者や刑法を拘束する点において方法論的特色があるとされる。
ヴェルツェルは、リヒャルト・ホエーニッヒスバルトの思考心理学やニコライ・ハルトマン（自身によればベー・エフ・リンケ）の現象学の研究成果を応用し、意味に満ちた生活世界に実存する人間の行為の存在構造からみれば、予め目標を実現する為手段を選択し、選択された手段を目標実現に向けて支配•操作する目的的意思にこそ人間行為の本質があるので、目的的意思は、目的を実現する為の手段である行為の本質的要素であり分離できないものであるとした。
かかる理論の帰結として、従来、客観的構成要件要素としての行為と分断され、責任要素であるとされていた故意が行為と密接不可分のものと把握することができるようになり、故意は主観的構成要件要素であるとともに、主観的違法要素でもあるという結論が導かれることとなったのである。ベェルツェルの目的的行為論は、新派と旧派の双方にみられる自然主義的な欠陥を克服し、規範主義的な価値志向に対して存在的な構造の優位を主張するもので、従来の行為論は行為の存在構造を無視した盲目的で自然主義的な因果的行為論だと批判されることになった。
日本では、戦後まもなく、ヴェルツェルの人的不法論と共に、平野龍一、平場安治、福田平らにより日本に紹介され、福田がヴェルツェル流の、木村亀二がマウラッハ流の、金沢文雄がカウフマン流の目的行為論を採用した。
日本では、目的的行為論自体は少数説にとどまるが、目的的行為論の帰結である故意一般が主観的違法要素であるという行為無価値論や故意を構成要件要素とする理論は、多くの論者が採用するところとなり、日本におけるヴェルツェルの影響力は看過できないものがある。
目的的行為論は、目的性を有しない、過失犯、不作為犯に行為を認めることができないのではないかと批判されている。